# 南坡南鰍
南坡南鰍（學名：Schistura namboensis）為輻鰭魚綱鯉形目條鰍科南鰍屬的其中一種。分布於亞洲越南中部淡水流域，體長可達7.4公分，棲息在河川底層水域，生活習性不明。

## 扩展阅读
維基物種上的相關：南坡南鰍